# Eleccions municipals de 2020 a la Catalunya del Nord
Les eleccions municipals de 2020 a la Catalunya del Nord serviren per a triar els consells municipals nord-catalans. La primera volta fou el 15 de març de 2020, i la segona, el 28 de juny, després que s'ajornés per la pandèmia per coronavirus. Eren part de les eleccions municipals franceses.

## Batlles sallints i electes
S'hi inclouen els municipis de més de 3.000 habitants i les capitals de comarca.
| Comuna                     | Habitants | Batlle sallint           | Partit | Partit | Batlle electe          | Partit | Partit |
| -------------------------- | --------- | ------------------------ | ------ | ------ | ---------------------- | ------ | ------ |
| Alenyà                     | 3.601     | Jean-André Magdalou      |        | PCF    | Jean-André Magdalou    |        | DVG    |
| Argelers                   | 10.383    | Antoine Parra            |        | PS     | Antoine Parra          |        | DVG    |
| Els Banys i Palaldà        | 3.460     | Alexandre Reynal         |        | PS     | Marie Costa            |        | Ind    |
| El Barcarès                | 5.915     | Alain Ferrand            |        | ER     | Alain Ferrand          |        | DVD    |
| Bages de Rosselló          | 4.174     | Serge Soubielle          |        | DVD    | Marie Cabrera          |        | Ind    |
| Bao                        | 3.217     | Patrick Got              |        | ER     | Patrick Got            |        | Ind    |
| Banyuls de la Marenda      | 4.761     | Jean-Michel Solé         |        | DVD    | Jean-Michel Solé       |        | DVD    |
| Bonpàs                     | 7.254     | Jean-Paul Batlle         |        | DVD    | Laurence Aussina       |        | DVD    |
| Cabestany                  | 10.106    | Jean Vila                |        | PCF    | Jean Vila              |        | PCF    |
| Canet de Rosselló          | 12.130    | Bernard Dupont           |        | ER     | Stéphane Loda          |        | DVD    |
| Cànoes                     | 6.097     | Jean-Louis Chambon       |        | DVG    | Jean-Louis Chambon     |        | DVG    |
| Ceret                      | 7.798     | Alain Torrent            |        | DVG    | Michel Coste           |        | DVG    |
| Clairà                     | 4.181     | Hélène Malé              |        | DVD    | Marc Petit             |        | Ind    |
| Elna                       | 8.941     | Yves Barniol             |        | DVD    | Nicolàs Garcia         |        | PCF    |
| Espirà de l'Aglí           | 3.455     | Philippe Fourcade        |        | DVD    | Philippe Fourcade      |        | Ind    |
| Formiguera                 | 479       | Philippe Loos            |        | DVD    | Vincent Picheyre       |        | Ind    |
| La Guingueta d'Ix          | 1.224     | Jean-Jacques Fortuny     |        | DVD    | Daniel Armisen         |        | DVD    |
| Illa                       | 5.446     | Willy Burghoffer         |        | PS     | Willy Burghoffer       |        | DVG    |
| Millars                    | 4.279     | Damienne Beffara         |        | PS     | Jacques Garsau         |        | DVD    |
| Palau del Vidre            | 3.142     | Marcel Descossy          |        | ER     | Bruno Galan            |        | Ind    |
| Perpinyà                   | 120.158   | Jean-Marc Pujol          |        | ER     | Louis Aliot            |        | RN     |
| Pesillà de la Ribera       | 3.662     | Jean-Paul Billès         |        | DVD    | Jean-Paul Billès       |        | Ind    |
| Pià                        | 9.035     | Michel Maffre            |        | PS     | Jêrome Palmade         |        | RN     |
| Pollestres                 | 4.887     | Daniel Mach              |        | ER     | Jean-Charles Moriconi  |        | ER     |
| Portvendres                | 4.129     | Jean-Pierre Romero       |        | ER     | Grégory Marty          |        | DVD    |
| Prada                      | 6.124     | Jean Castex              |        | ER     | Jean Castex            |        | Ind    |
| Ribesaltes                 | 8.610     | André Bascou             |        | ER     | André Bascou           |        | ER     |
| Sallagosa                  | 1.089     | Georges Armengol         |        | Ind    | Georges Armengol       |        | Ind    |
| Sant Andreu de Sureda      | 3.443     | Francis Manent           |        | PRG    | Samuel Moli            |        | Ind    |
| Sant Cebrià de Rosselló    | 10.511    | Thierry Del Poso         |        | ER     | Thierry Del Poso       |        | ER     |
| Sant Esteve del Monestir   | 11.658    | Robert Vila              |        | ER     | Robert Vila            |        | DVD    |
| Sant Hipòlit de la Salanca | 3.052     | Madeleine Garcia-Vidal   |        | DVG    | Madeleine Garcia-Vidal |        | Ind    |
| Sant Llorenç de la Salanca | 10.246    | Alain Got                |        | LREM   | Alain Got              |        | LREM   |
| Santa Maria la Mar         | 4.773     | Pierre Roig              |        | ER     | Edmond Jorda           |        | Ind    |
| Salelles                   | 5.282     | François Rallo           |        | ER     | François Rallo         |        | ER     |
| Salses                     | 3.501     | Jean-Jacques Lopez       |        | PS     | Jean-Jacques Lopez     |        | DVG    |
| El Soler                   | 7.710     | Armelle Revel-Fourcade   |        | ER     | Armelle Revel-Fourcade |        | DVD    |
| Sureda                     | 3.267     | Yves Porteix             |        | LREM   | Yves Porteix           |        | Ind    |
| Tuïr                       | 7.635     | René Olive               |        | PS     | René Olive             |        | DVG    |
| Torrelles de la Salanca    | 3.812     | Marc Médina              |        | DVD    | Marc Médina            |        | Ind    |
| Toluges                    | 6.881     | Jean Roque               |        | PS     | Nicolas Barthe         |        | Ind    |
| Vilallonga de la Salanca   | 3.254     | José Lloret              |        | DVD    | Whueymar Deffradas     |        | Ind    |
| Vilanova de Raò            | 3.926     | Jacqueline Irles         |        | ER     | Jacqueline Irles       |        | DVD    |
| El Voló                    | 5.514     | Nicole Villard-Schlatter |        | PS     | François Comes         |        | DVG    |